# Maximum parsimony
|  | Dieser Artikel wurde aufgrund von formalen oder inhaltlichen Mängeln in der Qualitätssicherung Biologie zur Verbesserung eingetragen. Dies geschieht, um die Qualität der Biologie-Artikel auf ein akzeptables Niveau zu bringen. Bitte hilf mit, diesen Artikel zu verbessern! Artikel, die nicht signifikant verbessert werden, können gegebenenfalls gelöscht werden. Lies dazu auch die näheren Informationen in den Mindestanforderungen an Biologie-Artikel. |

Maximum parsimony (englisch, deutsch etwa Maximale Sparsamkeit, siehe Ockhams Rasiermesser) bezeichnet in der biologischen Verwandtschaftsanalyse Verfahren zur Rekonstruktion phylogenetischer Bäume. Hierbei werden diejenigen Bäume bevorzugt, die am wenigsten evolutionären Wandel benötigen, um die beobachteten Daten zu erklären. Maximum parsimony steht dabei in Konkurrenz zu anderen Verfahren wie Neighbor-Joining-Algorithmen und der Maximum-Likelihood-Methode, wobei jedes dieser Verfahren gewisse Vorteile hat, aber auch zu bestimmten Artefakten neigen kann. 

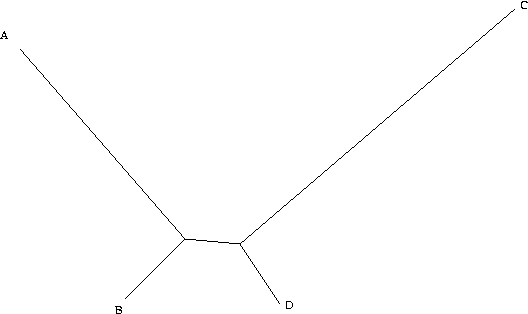
Ein Beispiel für long-branch attraction. Wenn die Zweige A und C eine hohe Anzahl von Substitutionen im „wahren Stammbaum“ aufweisen (der natürlich nie wirklich bekannt ist, außer in Simulationen), dann könnte die Parsimonie diese parallelen Veränderungen (Homoplasien) als Synapomorphie (gemeinsames Merkmal zweier Schwestergruppen) interpretieren und A und C zusammengruppieren.

Bei maximum parsimony sind vor allem die sogenannten long-branch attraction artefacts (englisch, deutsch etwa Artefakte durch die Anziehung langer Äste) möglich. Hierbei können Taxa, die auf Grund einer relativ hohe Rate an Mutationen auf langen Ästen eines Stammbaums liegen, fälschlicherweise an basaler Stelle im Kladogramm platziert werden und verzerren dadurch die Ergebnisse. Noch bis kurz vor der Jahrtausendwende galt das Auftreten von Long-branch-attraction-Artefakten als unwahrscheinlich, mittlerweile sind zahlreiche Beispiele dafür bekannt. Viele Methoden dienen seither zur Entdeckung bzw. Vermeidung dieses Effekts.